# Astragalus agameticus
Astragalus agameticus är en ärtväxtart som beskrevs av Vladimir Ippolitovich Lipsky. Astragalus agameticus ingår i släktet vedlar, och familjen ärtväxter. Inga underarter finns listade i Catalogue of Life.